# Santuario
Santuario – miasto w Kolumbii, w departamencie Risaralda.